# USA-224
USA-224, también conocido como NRO Launch 49 (NRO L-49), es un satélite de reconocimiento estadounidense que se lanzó en 2011 a bordo de un Delta IV Heavy. Es un satélite de imágenes ópticas KH-11, la decimoquinta nave espacial de este tipo que se lanzará, y que se pretende que sea un reemplazo del satélite USA-161 lanzado en 2001.